# Kassim Majaliwa
Kassim Majaliwa Majaliwa (Tanganica, 22 de dezembro de 1960) é um político e professor tanzaniano, é o atual primeiro-ministro da Tanzânia desde novembro de 2015.